# Jean de La Brète
Œuvres principales
Mon oncle et mon curé (1889)
Jean de La Brète, nom de plume d’Alice Cherbonnel, née à Saumur le 13 décembre 1858 et morte à Cizay-la-Madeleine (Maine-et-Loire) le 23 août 1945, est une écrivaine française de romans pour jeunes femmes.
Elle a connu un succès de librairie d'ampleur exceptionnelle avec Mon oncle et mon curé (1889) qui a été couronné par l'Académie française (Prix Montyon en 1890) et constamment réédité jusqu'en 1977. Ce roman a été adapté au cinéma en 1938. Trente-cinq autres romans suivront.

## Biographie
Alice Cherbonnel est née d'un père normand et d'une mère angevine. Lucie Félix-Faure Goyau écrit à son sujet : « Jean de La Brète est de la race des fines conteuses de France, et notre pays peut se glorifier d'en avoir toute une lignée : les unes glorieuses; comme les Sévigné, les La Fayette, les Caylus, pour ne parler que du grand siècle ; les autres, plus modestes, plus effacées, inconnues ou presque, mais retenant cette alacrité d'esprit, qui leur est comme un trait de famille. »
En France, trois rues portent le nom de Jean de La Brète : à Saumur , à Cizay-la-Madeleine, à Saint-Sylvain-d'Anjou.

## Adaptations
au cinéma
- 1938 : Mon oncle et mon curé, film français réalisé par Pierre Caron, avec André Lefaur, Annie France, Paul Cambo et René Génin.

au théâtre
- 1935 : Mon oncle et mon curé, comédie en 3 actes de Lucien Dabril, d'après le roman de Jean de La Brète. Paris, Cercle les Jeunes des Ternes, 30 avril 1935.
- 1939 : La Source enchantée, comédie en 4 actes de Lucien Dabril, d'après le roman de Jean de La Brète. Rennes, créé par la compagnie Le Manteau d'Arlequin, 22 janvier 1939.

## Prix et récompenses
- 1890 : prix de l'Académie française (Prix Montyon) pour Mon oncle et mon curé[5].
- 1895 : prix de l'Académie française (Prix Montyon) pour Un vaincu[5].